# Vietnams fotbollsförbund
Vietnams fotbollsförbund (vietnamesiska Liên Đoàn Bóng Đá Việt Nam) är fotbollsförbundet i Vietnam. Det ansvarar för Vietnams herrlandslag i fotboll såväl som inhemska ligan.
Fotboll spelades i Vietnam sedan början av 1900-talet. Förbundet bildades 1962, Vietnam Football Association. År 1964 erkändes det officiellt som en medlemsförbund i FIFA och  asiatiska fotbollsförbundet. På grund av delningen av landet Vietnam representerades Vietnam fram till 1975 två olika lag. 1989 bytte namn till Vietnam Football Federation.

## Ordförande
Nguyễn Trọng Hỷ valdes till den nuvarande ordföranden i juni 2005.
- Tịnh Ngọc Chữ (1989-1991)
- Yang Yezhi (Dương Nghiệp Chí) (1991-1993)
- Duan Wenzhi (Đoàn Văn Xê) (1993-10)
- Mai Văn Muôn (1997-2001)
- Hồ Đức Việt (2001-2003)
- Mai Liêm Trực (2003-2005)
- Nguyễn Trọng Hỷ (2005-2013)
- Lê Hüng Dung (2013-2018)
- Verkställande kommitté

## Sekretariat
Generalsekreterare: för Trần Quốc Tuấn